# Cabinet Marx II
République de Weimar
Marx I Luther I
Le deuxième cabinet Marx, du nom du chancelier allemand Wilhelm Marx, est en fonction du 27 mai 1924 au 15 janvier 1925.

## Composition
| Portefeuille                                                   | Titulaire | Titulaire                          | Parti   |
| -------------------------------------------------------------- | --------- | ---------------------------------- | ------- |
| Chancelier du Reich                                            |           | Wilhelm Marx                       | Zentrum |
| Vice-chancelier Ministre de l'Intérieur                        |           | Karl Jarres                        | DVP     |
| Ministre des Affaires étrangères                               |           | Gustav Stresemann                  | DVP     |
| Ministre des Finances                                          |           | Hans Luther                        | Indép.  |
| Ministre de l'Économie                                         |           | Eduard Hamm                        | DDP     |
| Ministre du Travail                                            |           | Heinrich Brauns                    | Zentrum |
| Ministre de la Défense                                         |           | Otto Gessler                       | DDP     |
| Ministre de la Justice                                         | Vacant    | Vacant                             | Vacant  |
| Ministre de l'Alimentation et de l'Agriculture                 |           | Gerhard von Kanitz                 | Indép.  |
| Ministre des Postes Ministre des Territoires occupés (intérim) |           | Anton Höfle                        | Zentrum |
| Ministre des Transports                                        |           | Rudolf Oeser (jusqu'au 12/10/1924) | DDP     |